# Naïf Hérin
Naïf Hérin, pseudonimo di Christine Hérin (pron. fr. AFI rispettivamente [naif eʁɛ̃] e [kʁistin eʁɛ̃]) (Aosta, 28 ottobre 1981), è una cantautrice italiana che canta in francese, italiano e inglese e che, ad inizio 2019, ha iniziato ad utilizzare il nome d'arte Dolche.

## Biografia
Figlia di Silvano Hérin e Daniela Cere, nasce ad Aosta e cresce nel villaggio di Vignil, nel comune di Quart. Inizia a suonare da giovane da autodidatta, e a cantare in chiesa. Da bambina parla solo il patois valdostano, dialetto franco-provenzale, e durante l’adolescenza lavora come assistente al teatro Giacosa di Aosta. Apprende da autodidatta la composizione musicale, l'uso della voce e di strumenti come il pianoforte, la chitarra, il basso e le tastiere elettroniche.
Christine Hérin è stata sposata per molti anni con il musicista e produttore aostano Simone "Momo" Riva. Nel 2017, sposa a New York la fotografa italiana Chiara Soldatini, diventata poi sua manager e direttrice creativa del progetto Dolche. Crea e gestisce con lei l'etichetta indipendente Crisalide Records.
È apertamente bisessuale. Sostiene tutte le cause che difendono la libertà e i diritti degli esseri umani e degli animali, compresi i diritti LGBTQ.

## Carriera musicale
Nel 2002 fonda, insieme a Simone Riva, lo studio di registrazione musicale TdE (Tromba di Eustachio) destinato soprattutto alla autoproduzione dei suoi dischi, che distribuisce direttamente con il marchio TdEproductionZ.
Le prime esibizioni sono del 2003. Partecipa ad alcuni festival musicali, tra il festival internazionale Strade del cinema, dove vince il primo premio nella sezione giovani. Viene intervistata da Pino D'Angiò nella trasmissione Strada facendo su Rai Radiodue. Vince poi il primo premio nel festival Relazioni sonore di Padova.
Nel 2004 partecipa ai festival Tavagnasco Rock, Arezzo Wave, Roccko's Festival e Non Stop Live Music. Vince il primo premio nei festival Giovani espressioni di Novara e MusiCarnevArt di Roma.
Registra nel suo TdEstudio il cd demo Non ci sono più gli uomini di una volta.
Nel 2005 registra il primo album, intitolato Naïf, presso il DiddeStudio di Besate e lo presenta nel corso della Saison culturelle di Aosta.

Vince il primo premio nel festival canavese RocckanRoll ed è tra i 50 artisti selezionati in tutta Italia per partecipare alla selezione finale del festival Sanremo Giovani 2006 con il brano Nel silenzio della sera.
Nel 2006 vince la Rassegna Rock organizzata per le Olimpiadi invernali di Torino. 
Registra nuovi brani inediti in studio con Tommy Barbarella e duetta con il sassofonista Maceo Parker sul palco del jazz club Blue Note di Milano.
Nel 2007 registra un cd a Minneapolis con il produttore Tommy Barbarella e con i musicisti Sonny Thompson e Michael Bland, della New Power Generation, band di supporto di Prince.
Suona al Festival international de musique universitaire (FIMU) a Belfort, in Francia, ed apre il concerto di Lauryn Hill durante il San Bitter Summer Festival di Lucca. Pubblica un doppio CD demo: CD-spazzatura, Sonate dal caso - solo piano '07, raccolta di suoi brani composti dal 2002 al 2007. Suona nel jazz club The Place di Roma feat. Sonny Thompson.
Nel 2008 la trasmissione Notturno italiano di Radio Rai International trasmette il brano Io sono il mare e si esibisce al Rockaufort XII di Albertville, poi al Teatro Masini di Faenza in apertura a Daniele Silvestri e durante la notte bianca di Cesena in apertura ai Modena City Ramblers. La sua canzone Semi è inclusa nella raccolta Funk in Italia.
Nel 2009 è ospite sul palco dell'Ariston, essendo tra i novanta artisti selezionati da Sanremo.59, con il brano inedito Uccidimi. Suona in diretta Il cielo in una stanza di Gino Paoli, durante la trasmissione Effetto Sabato su Rai Uno.
Con Io sono il mare si aggiudica il premio "Miglior interprete" durante la sesta serata di audizioni del festival Musicultura 2009 e fa parte degli otto vincitori che si esibiranno nella serata finale nel teatro Sferisterio di Macerata. 
Con il video No è nei 24 finalisti del Contest Web Area 24.
È su Rai Radiodue nel programma Caterpillar con i brani Faites du bruit e La ballata del povero Giuda desolato e partecipa al Caterraduno di Senigallia. Pubblica poi l'album ...è tempo di raccolto! distribuito dal suo sito e dove partecipano Marc Ribot nel brano La ballata del povero Giuda desolato.
Da fine ottobre conduce ogni sabato il programma Radio Naïf, nell'ambito delle trasmissioni francofone regionali per la Valle d'Aosta di Rai Radiouno.

A fine dicembre esegue varie canzoni in diretta durante il programma Caterpillar, su Rai Radiodue.
L'anno successivo collabora con Paola Turci con cui duetta al Parco della Musica di Roma e a cui scrive due brani (Tous les jours e Gocce) pubblicati sull'album Giorni di rose.
Registra l'album Faites du bruit, in TdEstudio, mixato da Bob Coke e Mark Plati, con la partecipazione di Marc Ribot, Greg Boyer e Dr. Fink. Naif suona live durante un lunghissimo tour in tutta la Francia approdando anche in TV nella storica trasmissione Taratata.
Nel 2011 esce il suo quarto album ufficiale Le civette sul comò. Annarosa, uno dei tre singoli estratti, vince l'"Italian Music Festival 10", contest musicale sul web. Inoltre la collaborazione alla trasmissione radiofonica Caterpillar le danno l'opportunità di presentare la sua proposta, aggiudicandosela, per l'inno ufficiale della manifestazione "M'illumino di meno 2012".
Nel 2012 Naif è tra i pochi bassisti italiani ad avere il privilegio di ottenere un endorsement da parte di Sadowsky Guitars di New York.
Nel 2014, inizia parallelamente una collaborazione artistica con Evgueni Dimitrov, musicista produttore bulgaro. Da qui la collaborazione con il premiato coro “The Mystery of Bulgarian Voices”, contenuto nel brano Tu sei un Miracolo.
A gennaio 2015, pubblica sulle piattaforme digitali il suo quinto disco, Metamorfosi, contenente 12 inediti.
Tra le sue ispirazioni cita Maria Callas, Joni Mitchell, Wendy & Lisa e Björk.
Dal 2016 è membro della band di Arisa.
Il 12 maggio 2017 esce Carbonworks, l'album di Neal Barnard in cui Naif canta i due brani Song for an angel e Winged victory.
Nel 2018 esce Chimie Vivante, l'album di Féloche in cui interpreta il brano Manjo. Christine partecipa poi al tour promozionale dell'album stesso.
Ad inizio gennaio 2019 adotta il nuovo nome d'arte di Dolche.

## Discografia

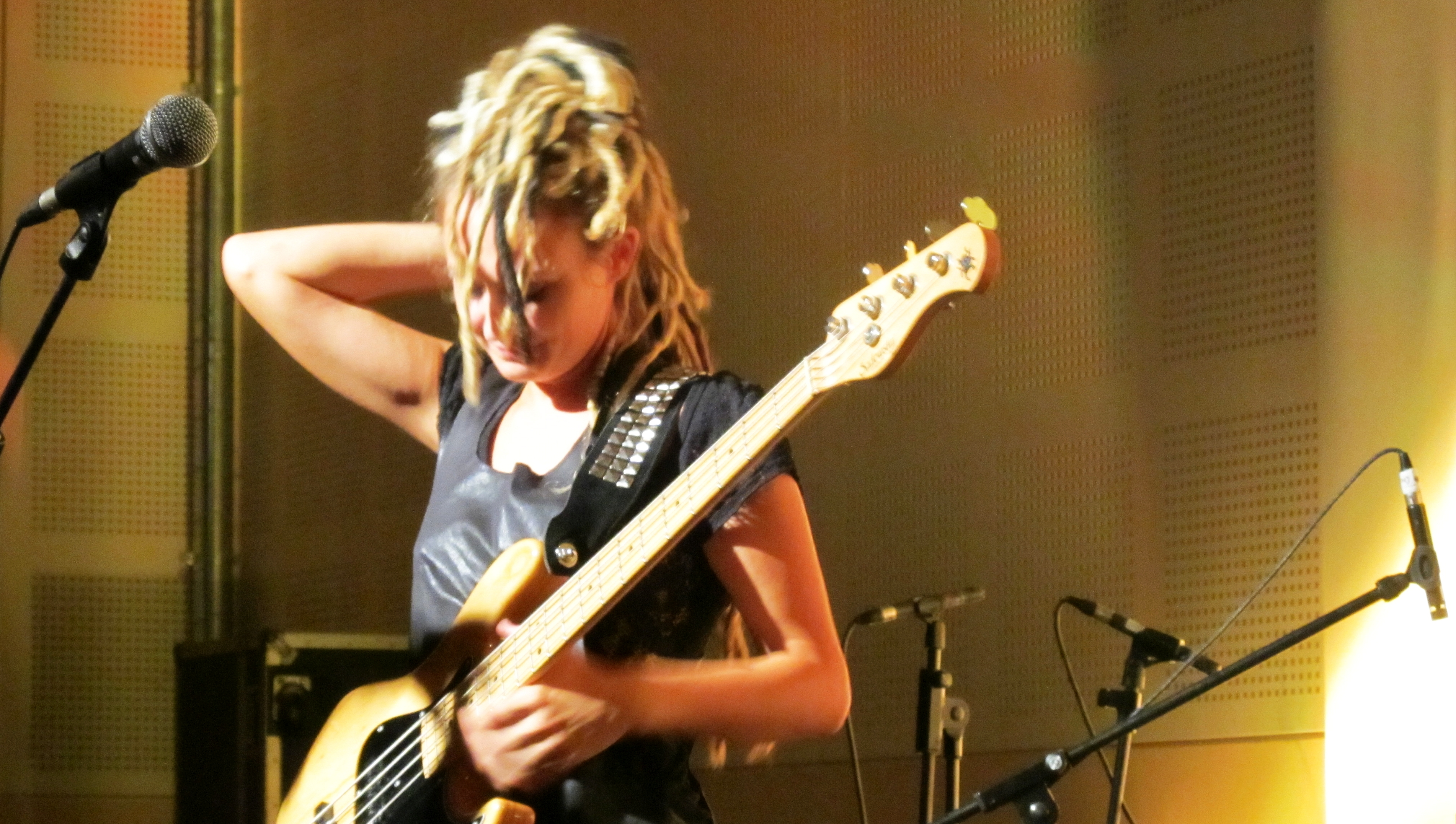
Naïf a Artisti valdostani per l'Emilia (luglio 2012).

### Album in studio
- 2005 - Naïf - (Didde/People Music)
- 2009 - ...è tempo di raccolto! - (TdEproductionZ)
- 2010 - Faites du bruit - (Pygmalion-TdE-Pias)
- 2011 - Le civette sul comò - (TdE-OTR-Universal)
- 2015 - Metamorfosi - (TdEproductionZ)

### Partecipazione a compilation
- 2003 - Strade Del Cinema
- 2004 - Tavagnasco Rock
- 2004 - Arezzo Wave
- 2005 - Bleu Musique
- 2008 - Funk in Italia
- 2009 - Musicultura
- 2012 - Caterpillar
- 2015 - Un Tipo Atipico (Tributo Ivan Cattaneo)

## Autrice
| Anno | Titolo         | Artista     | Album                               |
| 2010 | Tous les jours | Paola Turci | Giorni di rose                      |
| 2010 | Goccia         | Paola Turci | Giorni di rose                      |
| 2011 | L'amor sei tu  | Arisa       | La peggior settimana della mia vita |